# Łyżwiarstwo szybkie na Zimowych Igrzyskach Olimpijskich 1936
Zawody w łyżwiarstwie szybkim na Zimowych Igrzyskach Olimpijskich 1936 odbywały się w dniach 11 – 14 lutego 1936 roku, rywalizowali wyłącznie mężczyźni. Zawodnicy walczyli w czterech konkurencjach: na 500 m, 1500 m, 5000 m, 10 000 m. Łącznie rozdanych zostało zatem cztery kompletów medali. Zawody odbywały się na torze zrobionym na zamarzniętym jeziorze Rießersee.

## Terminarz
| Data           | Miejscowość            | Konkurencja       | Złoto             | Srebro          | Brąz            |
| -------------- | ---------------------- | ----------------- | ----------------- | --------------- | --------------- |
| 11 lutego 1936 | Garmisch-Partenkirchen | 500 m mężczyzn    | Ivar Ballangrud   | Georg Krog      | Leo Freisinger  |
| 12 lutego 1936 | Garmisch-Partenkirchen | 5000 m mężczyzn   | Ivar Ballangrud   | Birger Wasenius | Antero Ojala    |
| 13 lutego 1936 | Garmisch-Partenkirchen | 1500 m mężczyzn   | Charles Mathiesen | Ivar Ballangrud | Birger Wasenius |
| 14 lutego 1936 | Garmisch-Partenkirchen | 10 000 m mężczyzn | Ivar Ballangrud   | Birger Wasenius | Max Stiepl      |

## Mężczyźni

### 500 m
| Miejsce | Państwo           | Zawodnik        | Czas | Strata |
| ------- | ----------------- | --------------- | ---- | ------ |
|         | Norwegia          | Ivar Ballangrud | 43.4 | OR     |
|         | Norwegia          | Georg Krog      | 43.5 | +0.1   |
|         | Stany Zjednoczone | Leo Freisinger  | 44.0 | +0.6   |
| 4.      | Japonia           | Shōzō Ishihara  | 44.1 | +0.7   |
| 5.      | Stany Zjednoczone | Delbert Lamb    | 44.2 | +0.8   |
| 6.      | Austria           | Karl Leban      | 44.8 | +1.4   |
|         | Stany Zjednoczone | Allan Potts     | 44.8 | +1.4   |
| 8.      | Finlandia         | Antero Ojala    | 44.9 | +1.5   |
|         | Finlandia         | Jorma Ruissalo  | 44.9 | +1.5   |
|         | Finlandia         | Birger Wasenius | 44.9 | +1.5   |

Data: 11 lutego 1936

### 1500 m
| Miejsce | Państwo           | Zawodnik             | Czas   | Strata |
| ------- | ----------------- | -------------------- | ------ | ------ |
|         | Norwegia          | Charles Mathiesen    | 2:19.2 | OR     |
|         | Norwegia          | Ivar Ballangrud      | 2:20.2 | +1.0   |
|         | Finlandia         | Birger Wasenius      | 2:20.9 | +1.7   |
| 4.      | Stany Zjednoczone | Leo Freisinger       | 2:21.3 | +2.1   |
| 5.      | Austria           | Max Stiepl           | 2:21.6 | +2.4   |
| 6.      | Austria           | Karl Wazulek         | 2:22.2 | +3.0   |
| 7.      | Norwegia          | Harry Haraldsen      | 2:22.4 | +3.2   |
| 8.      | Norwegia          | Hans Engnestangen    | 2:23.0 | +3.8   |
| 9.      | Finlandia         | Ossi Blomqvist       | 2:23.2 | +4.0   |
|         | Finlandia         | Antero Ojala         | 2:23.2 | +4.0   |
|         | Holandia          | Dolph van der Scheer | 2:23.2 | +4.0   |

Data: 13 lutego 1936

### 5000 m
| Miejsce | Państwo   | Zawodnik             | Czas   | Strata |
| ------- | --------- | -------------------- | ------ | ------ |
|         | Norwegia  | Ivar Ballangrud      | 8:19.6 | OR     |
|         | Finlandia | Birger Wasenius      | 8:23.3 | +3.7   |
|         | Finlandia | Antero Ojala         | 8:30.1 | +10.5  |
| 4.      | Holandia  | Jan Langedijk        | 8:32.0 | +12.4  |
| 5.      | Austria   | Max Stiepl           | 8:35.0 | +15.4  |
| 6.      | Finlandia | Ossi Blomqvist       | 8:36.6 | +17.0  |
| 7.      | Norwegia  | Charles Mathiesen    | 8:36.9 | +17.3  |
| 8.      | Austria   | Karl Wazulek         | 8:38.4 | +18.8  |
| 9.      | Norwegia  | Michael Staksrud     | 8:38.5 | +19.9  |
| 10.     | Holandia  | Dolph van der Scheer | 8:43.3 | +23.7  |
| . . .   |           |                      |        |        |
| 12.     | Polska    | Janusz Kalbarczyk    | 8:47.7 | +28.1  |

Data: 12 lutego 1936

### 10 000 m
| Miejsce | Państwo           | Zawodnik          | Czas    | Strata |
| ------- | ----------------- | ----------------- | ------- | ------ |
|         | Norwegia          | Ivar Ballangrud   | 17:24.3 | OR     |
|         | Finlandia         | Birger Wasenius   | 17:28.2 | +3.9   |
|         | Austria           | Max Stiepl        | 17:30.0 | +5.7   |
| 4.      | Norwegia          | Charles Mathiesen | 17:41.2 | +16.9  |
| 5.      | Finlandia         | Ossi Blomqvist    | 17:42.4 | +18.1  |
| 6.      | Holandia          | Jan Langedijk     | 17:43.7 | +19.4  |
| 7.      | Finlandia         | Antero Ojala      | 17:46.6 | +22.3  |
| 8.      | Stany Zjednoczone | Edward Schroeder  | 17:52.0 | +27.7  |
| 9.      | Polska            | Janusz Kalbarczyk | 17:54.0 | +29.7  |
| 10.     | Norwegia          | Michael Staksrud  | 17:56.7 | +32.4  |

Data: 14 lutego 1936

## Tabela medalowa
| Lp. | Kraj              | złoto | srebro | brąz | razem |
| --- | ----------------- | ----- | ------ | ---- | ----- |
| 1   | Norwegia          | 4     | 2      | 0    | 6     |
| 2   | Finlandia         | 0     | 2      | 2    | 4     |
| 3   | Austria           | 0     | 0      | 1    | 1     |
| 4   | Stany Zjednoczone | 0     | 0      | 1    | 1     |